# Pranjani
Pranjani (cyr. Прањани) – wieś w Serbii, w okręgu morawickim, w gminie Gornji Milanovac. W 2011 roku liczyła 1513 mieszkańców.